# Далу (титул)
Далу — титул лица, занимающего высокую административную должность в древнем государстве усуней. Согласно древнекитайским сочинениям, далу, считавшийся высшим должностным лицом после гуньмо, обладал политической и военной властью. Титул далу в основном получали близкие родственники гуньмо.
Слово «далу» представляет собой китайскую транскрипцию древнеусунского титула. Семантика слова не установлена. Исследователям пока не удалось определить звучание на древнеусунском языке ряда титулов и имён (гуньмо — кунби, Вэнхоу — ябгу, жабгу), зафиксированных в древнекитайских источниках. Перед словом «далу» ставится иероглиф «сян», обозначающий на китайском языке премьер-министра.